# Football Club Wichita
FC Wichita é uma agremiação esportiva da cidade de Wichita, Kansas. Atualmente disputa a National Premier Soccer League.

## História
O FC Wichita foi fundado por um grupo de investidores no verão de 2013. No dia 30 de abril de 2014 foi anunciado como expansão na National Premier Soccer League.